# Ein starkes Team: Der Mann, den ich hasse
Der Mann, den ich hasse ist ein deutscher Fernsehfilm von Peter F. Bringmann aus dem Jahr 2002. Es handelt sich um die 21. Folge der Krimiserie Ein starkes Team mit Maja Maranow und Florian Martens in den Hauptrollen.

## Handlung
Der Anlageberater Schröder wird tot aufgefunden. Berthold und Garber haben sofort seinen Kompagnon Dr. Pierre Klein-Rogge in Verdacht, der ihn wegen einer Fehlinvestition öffentlich bedrohte. 

## Hintergrund
Der Film wurde in Berlin und Umgebung gedreht und am 5. Januar 2002 um 20:15 Uhr im ZDF erstausgestrahlt.

## Kritik
Die Kritiker der Fernsehzeitschrift TV Spielfilm vergaben die bestmögliche Wertung (Daumen nach oben) und befanden: „Dieser Fall macht Verena schwach“.